# Communauté de communes Volvic Sources et Volcans
La communauté de communes Volvic Sources et Volcans est une ancienne communauté de communes française, située dans le département du Puy-de-Dôme en région Auvergne-Rhône-Alpes.

## Historique
La communauté de communes Volvic Sources et Volcans a été créée en décembre 2002 avec six communes (Chanat-la-Mouteyre, Charbonnières-les-Varennes, Châtel-Guyon, Saint-Ours, Sayat et Volvic). Pulvérières a adhéré en 2008.
Avant le redécoupage des cantons du département, entré en vigueur à l'issue des élections départementales tenues en mars 2015, les sept communes de l'intercommunalité appartenaient à six cantons différents. Depuis le redécoupage, ils ne sont répartis qu'entre quatre cantons, tous créés par un décret de 2014 :
| Commune                    | Canton avant redécoupage | Canton après redécoupage             |
| -------------------------- | ------------------------ | ------------------------------------ |
| Chanat-la-Mouteyre         | Royat                    | Orcines                              |
| Charbonnières-les-Varennes | Manzat                   | Saint-Ours                           |
| Châtel-Guyon               | Riom-Est                 | Châtel-Guyon (bureau centralisateur) |
| Pulvérières                | Pontgibaud               | Saint-Ours                           |
| Saint-Ours                 | Pontgibaud               | Saint-Ours (bureau centralisateur)   |
| Sayat                      | Gerzat                   | Cébazat                              |
| Volvic                     | Riom-Ouest               | Châtel-Guyon                         |

En 2013, la commune de Châtel-Guyon a demandé à quitter Volvic Sources et Volcans (VSV) pour rejoindre Riom-Communauté, à condition que Volvic quitte aussi VSV. Cette dernière ayant refusé, les négociations ont été abandonnées.[réf. nécessaire]
La loi no 2015-991 du 7 août 2015 portant nouvelle organisation territoriale de la République, dite loi NOTRe, impose aux établissements publics de coopération intercommunale à fiscalité propre une population minimale de 15 000 habitants, avec des dérogations, sans pour autant descendre en dessous de 5 000 habitants. Avec une population municipale de 17 271 habitants en 2012, Volvic Sources et Volcans peut théoriquement se maintenir (les dérogations n'étant pas applicables). Toutefois, le projet de schéma départemental de coopération intercommunale (SDCI) du Puy-de-Dôme, dévoilé en octobre 2015, propose la fusion avec les communautés de communes Riom-Communauté et Limagne d'Ennezat.
Cette fusion devait permettre, à l'origine, la création d'une structure intercommunale avec trente-deux (32) communes, dont huit en zone de montagne, et une population approchant 65 000 habitants ; cette population, supérieure à 50 000 habitants, autorise sa transformation en communauté d'agglomération.
La création d'une commune nouvelle dans le périmètre de Riom-Communauté réduit le nombre de communes à 31. En dehors de cette modification, le périmètre proposé n'est pas modifié à la suite de l'adoption du SDCI en mars 2016. Un arrêté préfectoral du 12 décembre 2016 prononce la fusion de ces trois communautés de communes, mais restera une communauté de communes, prenant le nom de « Riom Limagne et Volcans ».

## Territoire communautaire

### Géographie
Située au nord de Clermont-Ferrand, Volvic Sources et Volcans est l'une des neuf intercommunalités du pays du Grand Clermont, à proximité du parc naturel régional des Volcans d'Auvergne dont certaines communes sont membres. Elle jouxte les communautés de communes de Rochefort-Montagne au sud-ouest, Pontgibaud Sioule et Volcans à l'ouest, Manzat communauté au nord, Côtes de Combrailles au nord-est et Riom-Communauté à l'est, ainsi que la communauté d'agglomération Clermont Communauté au sud-est.
Le territoire communautaire est desservi par les routes départementales 941 (liaison de Limoges et Pontgibaud à Clermont-Ferrand par les parcs Vulcania et le puy de Lemptégy sur la commune de Saint-Ours), 943 (liaison de Pontgibaud à Clermont-Ferrand par Saint-Ours village et le lieu-dit Le Cratère sur la commune de Volvic) et 986. Ces routes permettent un accès autoroutier par l'A89 (sortie 26) à l'ouest de Pontgibaud.

### Composition
Elle regroupe sept communes :
| Nom                        | Code Insee | Gentilé          | Superficie (km2) | Population (dernière pop. légale) | Densité (hab./km2) |
| -------------------------- | ---------- | ---------------- | ---------------- | --------------------------------- | ------------------ |
| Volvic (siège)             | 63470      | Volvicois        | 27,78            | 4 387 (2014)                      | 158                |
| Chanat-la-Mouteyre         | 63083      | Chanatois        | 14,27            | 947 (2014)                        | 66                 |
| Charbonnières-les-Varennes | 63092      | Coupaux          | 32,12            | 1 662 (2014)                      | 52                 |
| Châtel-Guyon               | 63103      | Châtel-Guyonnais | 14,06            | 6 162 (2014)                      | 438                |
| Pulvérières                | 63290      | Pulvérois        | 14,75            | 400 (2014)                        | 27                 |
| Saint-Ours                 | 63381      | Saint-Oursiens   | 55,64            | 1 666 (2014)                      | 30                 |
| Sayat                      | 63417      | Sayatois         | 8,29             | 2 220 (2014)                      | 268                |

### Démographie
| 1968   | 1975   | 1982   | 1990   | 1999   | 2008   | 2013   |
| ------ | ------ | ------ | ------ | ------ | ------ | ------ |
| 10 503 | 11 149 | 12 893 | 14 355 | 15 323 | 17 396 | 17 368 |

| Hommes | Classe d’âge | Femmes |
| ------ | ------------ | ------ |
| 0,6    | 90 ans ou +  | 1,7    |
| 6      | 75 à 89 ans  | 9,3    |
| 17,3   | 60 à 74 ans  | 17,3   |
| 22,6   | 45 à 59 ans  | 21,7   |
| 20,4   | 30 à 44 ans  | 19,1   |
| 14,6   | 15 à 29 ans  | 13,6   |
| 18,6   | 0 à 14 ans   | 17,4   |

| Hommes | Classe d’âge | Femmes |
| ------ | ------------ | ------ |
| 0,5    | 90 ans ou +  | 1,5    |
| 7      | 75 à 89 ans  | 10,6   |
| 16     | 60 à 74 ans  | 16,6   |
| 20,8   | 45 à 59 ans  | 20,1   |
| 19,5   | 30 à 44 ans  | 18,1   |
| 19     | 15 à 29 ans  | 17,5   |
| 17,1   | 0 à 14 ans   | 15,6   |

## Administration

### Siège
Le siège de la communauté de communes est situé à Volvic.

### Les élus
La communauté de communes est gérée par un conseil communautaire composé de 27 membres représentant chacune des communes membres.
Ils sont répartis comme suit :
| Nombre de délégués | Communes                               |
| ------------------ | -------------------------------------- |
| 10                 | Châtel-Guyon                           |
| 8                  | Volvic                                 |
| 3                  | Sayat                                  |
| 2                  | Charbonnières-les-Varennes, Saint-Ours |
| 1                  | Chanat-la-Mouteyre, Pulvérières        |

### Présidence
Le conseil communautaire du 14 avril 2014 a élu son président, Frédéric Bonnichon (maire de Châtel-Guyon), et désigné ses six vice-présidents qui sont, :
1. Jean-Maurice Heirich (maire de Chanat-la-Mouteyre), chargé des finances ;
2. Mohand Hamoumou (maire de Volvic), chargé du développement économique ;
3. Nicolas Weinmeister (maire de Sayat), chargé de l'habitat ;
4. Gérard Chansard (maire de Charbonnières-les-Varennes), chargé de la petite enfance ;
5. Philippe Coulon (maire de Saint-Ours), chargé de la communication ;
6. Jacques Barbecot (maire de Pulvérières), chargé de l'environnement.

### Compétences
L'intercommunalité exerce des compétences qui lui sont déléguées par les communes membres.
La communauté de communes exerce trois compétences obligatoires :
- développement économique :
  - aménagement/entretien/gestion + étude/création (ou extension) de zones d'activités industrielle, commerciale, tertiaire, artisanale ou touristique,
  - actions de développement économique hors zones d'activité : élaboration, révision et animation de la politique économique, participation et contribution aux programmes publics et opérations partenariales de développement,
  - action en faveur du soutien aux commerces de proximité,
  - action en faveur du patrimoine artisanal ;
- aménagement de l'espace :
  - élaboration/approbation/application/suivi du schéma de cohérence territoriale du Grand Clermont et des schémas de secteur,
  - création/réalisation/entretien/gestion de zones d'aménagement concerté, de superficie supérieure à vingt hectares,
  - protection et mise en valeur de sites remarquables, etc.
- application du droit des sols.

Elle exerce quatre compétences optionnelles :
- protection et mise en valeur de l'environnement : eau, déchets et environnement ;
- politique du logement et du cadre de vie :
  - politique du logement social d'intérêt communautaire,
  - élaboration/gestion/suivi du programme local de l'habitat,
  - actions collectives ou partenariales destinées à améliorer l'habitat sur le territoire communautaire,
  - gestion foncière ;
- développement et aménagement sportif de l'espace communautaire ;
- action sociale en faveur de la petite enfance ;

ainsi qu'une compétence facultative :
- tourisme : accueil, information et promotion, étude et réalisation de projets, accompagnement et coordination, animation.

### Régime fiscal et budget
Lors de sa création, la communauté de communes était dotée d'une fiscalité additionnelle. Au 1er janvier 2004, Volvic Sources et Volcans est passée à la taxe professionnelle unique.
Elle possède un potentiel fiscal par habitant de 271,48 euros, supérieur à la moyenne des communautés de communes du département (198,51 euros).
Les taux d'imposition votés en 2015 étaient les suivants : taxe d'habitation 8,97 %, foncier bâti 0 %, foncier non bâti 4,38 %, cotisation foncière des entreprises 20,69 %.

## Projets et réalisations
- Aménagement du Puy de Paugnat (ancienne carrière désaffectée en 2001 dans un périmètre protégé des eaux de Volvic) - 2009 - 211 000 € hors taxes avec subventions de l'État, de la région et du département[Off 4].
- Construction d'équipements comme des crèches à Paugnat[Off 5], à Saint-Ours ou à Sayat, face à une évolution démographique conséquente.
- Réalisation d'une aire de camping-cars à Châtel-Guyon, pouvant accueillir quatorze camping-cars en lieu et place d'un terrain vague. Inaugurée le 11 mai 2015, c'est la deuxième aire de stationnement dans le périmètre de la communauté de communes après celle de Paugnat (commune de Charbonnières-les-Varennes)[Off 6].
- Requalification et extension de la zone de Châtel-Guyon[Off 7].